# UEFA Europa League 2023-2024
UEFA Europa League 2023–2024 a fost cel de-al 53-lea sezon a celei de-a doua competiții fotbalistice intercluburi ca valoare din Europa, și a 15-a ediție de la redenumirea ei din Cupa UEFA în UEFA Europa League.
Finala s-a jucat pe Aviva Stadium din Dublin, Irlanda. Câștigătoarea competiției, Atalanta, s-a calificat automat în grupele Ligii Campionilor 2024-2025, și primește dreptul de a juca contra câștigătoarei Ligii Campionilor 2023-2024 în Supercupa Europei 2024.
Această ediție a fost ultima cu actualul format de 32 de echipe participante în faza grupelor, după ce UEFA a anunțat că a pregătit un nou format care o să fie introdus în ediția următoare. Datorită schimbării la un format elvețian, niciun club nu mai poate fi transferat din grupele Ligii Campionilor în faza eliminatorie din UEFA Europa League, iar câștigătorii acestei ediții nu își vor mai putea apăra titlul.

## Locurile alocate pentru fiecare asociație
Un total de 57 de echipe de la 31 între 36 dintre cele 55 de asociații membre UEFA au participat în UEFA Europa League 2023-2024. Dintre acestea, 15 asociații au avut echipe care s-au calificat direct în Europa League, în timp ce pentru celelalte 40 de asociații care nu aveau nicio echipă calificată direct, între 15 și 20 dintre ele pot avea echipe care joacă după ce au fost transferate din Liga Campionilor (singurele asociații membre care nu pot avea un participant sunt Rusia, fiind exclusă din toate competițiile UEFA, și Liechtenstein, care nu își organizează o ligă națională și își poate înscrie doar câștigătoarea cupei în Europa Conference League, având în vedere clasamentul asociației ei). Clasamentul asociațiilor pe baza coeficienților de țară UEFA este utilizat pentru a determina numărul de echipe participante pentru fiecare asociație:
- Deținătoarei trofeului UEFA Europa Conference League i se va oferi o intrare în Europa League (dacă nu se califică în faza grupelor Ligii Campionilor).
- Asociațiile 1–5 au fiecare câte două echipe calificate.
- Asociațiile 6–16 (cu excepția Rusiei)Note RUS[›] au fiecare o echipă calificată.
- 36 de echipe eliminate din Liga Campionilor 2023-2024 sunt transferate în Europa League.

### Clasamentul asociațiilor
Pentru ediția 2023-2024 a UEFA Europa League, asociațiilor li s-au alocat locurile potrivit coeficienților UEFA ai fiecărei țări în 2022, care se bazează pe performanțele lor în competițiile europene între 2017-2022.
În afară de alocarea pe baza coeficienților de țară, asociațiile pot avea echipe suplimentare care participă în Europa League, după cum se menționează mai jos:
- (UCL) – Echipe suplimentare transferate din Liga Campionilor
- (UECL) – Loc suplimentar pentru deținătorii de titluri din UEFA Europa Conference League

| Poziție | Asociație     | Coeficient | Echipe | Note        |
| ------- | ------------- | ---------- | ------ | ----------- |
| 1       | Anglia        | 106.641    | 2      | +1 (UECL)   |
| 2       | Spania        | 96.141     | 2      |             |
| 3       | Italia        | 76.902     | 2      |             |
| 4       | Germania      | 75.213     | 2      |             |
| 5       | Franța        | 60.081     | 2      | +1 (UCL)    |
| 6       | Portugalia    | 53.382     | 1      |             |
| 7       | Țările de Jos | 49.300     | 1      |             |
| 8       | Austria       | 38.850     | 1      | +1 (UCL)    |
| 9       | Scoția        | 36.900     | 1      | +1 (UCL)    |
| 10      | Rusia         | 34.482     | 0      | Note RUS[›] |
| 11      | Serbia        | 33.375     | 1      | +1 (UCL)    |
| 12      | Ucraina       | 31.800     | 1      | +1 (UCL)    |
| 13      | Belgia        | 30.600     | 1      | +1 (UCL)    |
| 14      | Elveția       | 29.675     | 1      | +1 (UCL)    |
| 15      | Grecia        | 28.200     | 1      | +2 (UCL)    |
| 16      | Cehia         | 27.800     | 1      | +1 (UCL)    |
| 17      | Norvegia      | 27.250     | 0      | +1 (UCL)    |
| 18      | Danemarca     | 27.175     | 0      |             |
| 19      | Croația       | 27.150     | 0      | +1 (UCL)    |

| Poziție | Asociație             | Coeficient | Echipe | Note     |
| ------- | --------------------- | ---------- | ------ | -------- |
| 20      | Turcia                | 27.100     | 0      |          |
| 21      | Cipru                 | 26.375     | 0      | +1 (UCL) |
| 22      | Israel                | 24.375     | 0      | +1 (UCL) |
| 23      | Suedia                | 22.875     | 0      | +1 (UCL) |
| 24      | Bulgaria              | 19.500     | 0      | +1 (UCL) |
| 25      | România               | 17.150     | 0      |          |
| 26      | Azerbaidjan           | 17.000     | 0      | +1 (UCL) |
| 27      | Ungaria               | 16.375     | 0      |          |
| 28      | Polonia               | 15.875     | 0      | +1 (UCL) |
| 29      | Kazahstan             | 15.750     | 0      | +1 (UCL) |
| 30      | Slovacia              | 15.625     | 0      | +1 (UCL) |
| 31      | Slovenia              | 15.000     | 0      | +1 (UCL) |
| 32      | Belarus               | 12.500     | 0      | +1 (UCL) |
| 33      | Republica Moldova     | 11.250     | 0      | +1 (UCL) |
| 34      | Lituania              | 10.000     | 0      | +1 (UCL) |
| 35      | Bosnia și Herțegovina | 9.125      | 0      | +1 (UCL) |
| 36      | Finlanda              | 8.875      | 0      | +1 (UCL) |
| 37      | Luxemburg             | 8.750      | 0      |          |
| 38      | Letonia               | 8.625      | 0      |          |

| Poziție | Asociație         | Coeficient | Echipe | Note     |
| ------- | ----------------- | ---------- | ------ | -------- |
| 39      | Kosovo            | 8.166      | 0      |          |
| 40      | Republica Irlanda | 8.125      | 0      |          |
| 41      | Armenia           | 8.125      | 0      |          |
| 42      | Irlanda de Nord   | 8.083      | 0      |          |
| 43      | Albania           | 8.000      | 0      |          |
| 44      | Insulele Feroe    | 7.250      | 0      | +1 (UCL) |
| 45      | Estonia           | 7.041      | 0      |          |
| 46      | Malta             | 7.000      | 0      |          |
| 47      | Georgia           | 7.000      | 0      |          |
| 48      | Macedonia de Nord | 7.000      | 0      |          |
| 49      | Liechtenstein     | 6.500      | 0      |          |
| 50      | Țara Galilor      | 5.500      | 0      |          |
| 51      | Gibraltar         | 5.416      | 0      |          |
| 52      | Islanda           | 5.375      | 0      | +1 (UCL) |
| 53      | Muntenegru        | 4.875      | 0      |          |
| 54      | Andorra           | 4.665      | 0      |          |
| 55      | San Marino        | 1.332      | 0      |          |

### Distribuție
Mai jos este lista de calificări pentru acest sezon.
|                                          |                                   | Echipe participante în această rundă | Echipe care avansează din runda anterioară | Echipe transferate din Liga Campionilor |
| ---------------------------------------- | --------------------------------- | --- | --- | --- |
| Turul al 3-lea de calificare (14 echipe) | Ruta campioanelor (10 echipe)     | | | - 10 echipe eliminate din turul al 2-lea preliminar al Ligii Campionilor (Ruta Campionilor) |
| Turul al 3-lea de calificare (14 echipe) | Ruta principală (4 echipe)        | - 2 câștigătoare de cupă națională din asociațiile 15–16 | | - 2 echipe eliminate din turul al 2-lea preliminar al Ligii Campionilor (Ruta Ligii) |
| Runda play-off (20 de echipe)            | Runda play-off (20 de echipe)     | - 7 câștigătoare de cupă națională din asociațiile 7–14 (excepție Rusia)Note RUS[›] | - 5 câștigătoare din turul al 3-lea de calificare (Ruta Campionilor) - 2 câștigătoare din turul al 3-lea de calificare (Ruta Non-Campionilor) | - 6 echipe eliminate din turul al 3-lea de calificare al Ligii Campioanelor (Ruta Campionilor) |
| Faza grupelor (32 de echipe)             | Faza grupelor (32 de echipe)      | - Deținătoarea UEFA Europa Conference League - 6 câștigătoare de cupă din asociațiile 1–6 - 1 echipă de pe locul patru din liga națională din asociația 5 - 4 echipe clasate pe locul cinci în liga națională din asociațiile 1–4 | - 10 câștigătoare din runda playoff | - 4 echipe eliminate din runda playoff a Ligii Campionilor (Ruta Campionilor) - 2 echipe eliminate din runda playoff a Ligii Campionilor (Ruta Ligii) - 4 eliminate din turul al 3-lea de calificare al Ligii Campionilor (Ruta Ligii) |
| Play-off eliminatoriu (16 echipe)        | Play-off eliminatoriu (16 echipe) | | - 8 echipe de pe locul 2 din grupe | - 8 echipe de pe locul 3 din grupele Ligii Campionilor |
| Faza eliminatorie (16 echipe)            | Faza eliminatorie (16 echipe)     | | - 8 câștigătoare ale grupelor - 8 câștigătoare din playoff-ul eliminatoriu                                                                    | |

Din cauza suspendării Rusiei pentru sezonul european 2023-2024, au fost făcute următoarele modificări la lista de calificări:
- Câștigătorii de cupe ai asociațiilor 13 (Belgia) și 14 (Elveția) intră în turul playoff în locul celui de-al 3-lea tur de calificare.
- Câștigătorii cupei asociației 16 (Republica Cehă) intră în a treia rundă de calificare în locul celui de-al 2-lea tur de calificare din Europa Conference League.

### Echipe
Etichetele din paranteze arată modul în care fiecare echipă s-a calificat pentru locul rundei sale de start:
- ECL: Deținătoarea titlului UEFA Europa Conference League
- CW: Câștigătoare de cupă
- 3, 4, 5, etc.: Poziția obținută în sezonul anterior în liga națională
- UCL: Transferată din Liga Campionilor
  - GS: Echipe plasate pe locul 3 în grupe
  - CH/LP PO: Pierzătoarele din runda playoff (Ruta Campionilor/Ligii)
  - CH/LP Q3: Pirezătoarele din turul al 3-lea de calificare (Ruta Campionilor/Ligii)
  - CH/LP Q2: Pirezătoarele din turul al 2-lea de calificare (Ruta Campionilor/Ligii)

A treia rundă de calificare este împărțită în Ruta Campionilor (CH) și Ruta Principală (MP).
| Runda de intrare             | Runda de intrare     | Echipe                      | Echipe                         | Echipe                        | Echipe                         |
| ---------------------------- | -------------------- | --------------------------- | ------------------------------ | ----------------------------- | ------------------------------ |
| Playoff eliminatoriu         | Playoff eliminatoriu | Galatasaray (UCL GS)        | Lens (UCL GS)                  | Braga (UCL GS)                | Benfica (UCL GS)               |
| Playoff eliminatoriu         | Playoff eliminatoriu | Feyenoord (UCL GS)          | Milan (UCL GS)                 | Young Boys (UCL GS)           | Șahtar Donetsk (UCL GS)        |
|                              |                      |                             |                                |                               |                                |
| Faza grupelor                | Faza grupelor        | West Ham United (ECL)       | Liverpool (5)                  | Brighton & Hove Albion (6)    | Villarreal (5)                 |
| Faza grupelor                | Faza grupelor        | Real Betis (6)              | Atalanta (5)                   | Roma (6)                      | SC Freiburg (5)                |
| Faza grupelor                | Faza grupelor        | Bayer Leverkusen (6)        | Toulouse (CW)                  | Rennes (4)                    | Sporting CP (4)                |
| Faza grupelor                | Faza grupelor        | Rangers (UCL LP PO)         | AEK Athens (UCL CH PO)         | Panathinaikos (UCL LP PO)     | Molde (UCL CH PO)              |
| Faza grupelor                | Faza grupelor        | Maccabi Haifa (UCL CH PO)   | Raków Częstochowa (UCL CH PO)  | Marseille (UCL LP Q3)         | Sturm Graz (UCL LP Q3)         |
| Faza grupelor                | Faza grupelor        | TSC (UCL LP Q3)             | Servette (UCL LP Q3)           |                               |                                |
|                              |                      |                             |                                |                               |                                |
| Runda play-off               | Runda play-off       | Ajax (3)                    | LASK (3)                       | Aberdeen (3)                  | Čukarički (3)                  |
| Runda play-off               | Runda play-off       | Zorya Luhansk (3)[Note UKR] | Union Saint-Gilloise (3)       | Lugano (3)                    | Sparta Prague (UCL CH Q3)      |
| Runda play-off               | Runda play-off       | Dinamo Zagreb (UCL CH Q3)   | Aris Limassol (UCL CH Q3)      | Slovan Bratislava (UCL CH Q3) | Olimpija Ljubljana (UCL CH Q3) |
| Runda play-off               | Runda play-off       | KÍ (UCL CH Q3)              |                                |                               |                                |
|                              |                      |                             |                                |                               |                                |
| Al treilea tur de calificare | CH                   | BK Häcken (UCL CH Q2)       | Ludogorets Razgrad (UCL CH Q2) | Qarabağ (UCL CH Q2)           | Astana (UCL CH Q2)             |
| Al treilea tur de calificare | CH                   | BATE Borisov (UCL CH Q2)    | Sheriff Tiraspol (UCL CH Q2)   | Žalgiris (UCL CH Q2)          | Zrinjski Mostar (UCL CH Q2)    |
| Al treilea tur de calificare | CH                   | HJK (UCL CH Q2)             | Breiðablik (UCL CH Q2)         |                               |                                |
| Al treilea tur de calificare | MP                   | Olympiacos (3)              | Slavia Prague (CW)             | Dnipro-1 (UCL LP Q2)          | Genk (UCL LP Q2)               |

Note
1. ^ Rusia (RUS): Pe 28 februarie 2022, cluburile de fotbal și echipele naționale ale Rusiei au fost suspendate din competițiile FIFA și UEFA din cauza invaziei Rusiei asupra Ucrainei.[6] Tabelele reflectă suspendarea în curs a Rusiei din competițiile UEFA.[7]
2. ^ Ucraina (UKR): Organizarea Cupei Ucrainei 2022-2023 a fost întreruptă și anulată din cauza invaziei Rusiei asupra Ucrainei în curs de desfășurare. Locul rezervat câștigătorilor de cupe este transferat echipei de pe locul trei în ligă.

## Calendar
Calendarul competiției este după cum urmează. Meciurile sunt programate pentru joi, în afară de finală, care are loc miercuri, deși, în mod excepțional, pot avea loc marți sau miercuri din cauza conflictelor de programare.
| Fază              | Rundă                      | Data tragerii la sorți | Prima manșă                          | A doua manșă                         |
| ----------------- | -------------------------- | ---------------------- | ------------------------------------ | ------------------------------------ |
| Calificări        | Al 3-lea tur de calificare | 24 iulie 2023          | 10 august 2023                       | 17 august 2023                       |
| Play-off          | Runda play-off             | 7 august 2023          | 24 august 2023                       | 31 august 2023                       |
| Faza grupelor     | Meciul 1                   | 1 septembrie 2023      | 21 septembrie 2023                   | 21 septembrie 2023                   |
| Faza grupelor     | Meciul 2                   | 1 septembrie 2023      | 5 octombrie 2023                     | 5 octombrie 2023                     |
| Faza grupelor     | Meciul 3                   | 1 septembrie 2023      | 26 octombrie 2023                    | 26 octombrie 2023                    |
| Faza grupelor     | Meciul 4                   | 1 septembrie 2023      | 9 noiembrie 2023                     | 9 noiembrie 2023                     |
| Faza grupelor     | Meciul 5                   | 1 septembrie 2023      | 30 noiembrie 2023                    | 30 noiembrie 2023                    |
| Faza grupelor     | Meciul 6                   | 1 septembrie 2023      | 14 decembrie 2023                    | 14 decembrie 2023                    |
| Faza eliminatorie | Play-off eliminatoriu      | 18 decembrie 2023      | 15 febuarie 2024                     | 22 febuarie 2024                     |
| Faza eliminatorie | Optimi                     | 23 febuarie 2024       | 7 martie 2024                        | 14 martie 2024                       |
| Faza eliminatorie | Sferturi de finală         | 15 martie 2024         | 11 aprilie 2024                      | 18 aprilie 2024                      |
| Faza eliminatorie | Semifinale                 | 15 martie 2024         | 2 mai 2024                           | 9 mai 2024                           |
| Faza eliminatorie | Finala                     | 15 martie 2024         | 22 mai 2024 pe Aviva Stadium, Dublin | 22 mai 2024 pe Aviva Stadium, Dublin |

## Al treilea tur de calificare
Tragerea la sorți pentru cel de-al treilea tur de calificare a avut loc pe 24 iulie 2023. Un total de 14 echipe au jucat în cel de-al treilea tur de calificare. Acestea au fost împărțite în două rute:
- Ruta Campionilor (10 echipe): 10 învinși ai celui de-al treilea tur de calificare din Liga Campionilor 2023-2024 (ruta campioanelor), a căror identitate nu a fost cunoscută la momentul extragerii. Echipele nu au fost grupate după capii de serie.
- Ruta Principală (4 echipe): Echipele au fost grupate după cum urmează:
  - Capi de serie: 2 echipe care au intrat în această rundă.
  - Non-capi de serie: 2 învinși ai celui de-al doilea tur de calificare din Liga Campionilor 2023-2024 (ruta non-campionilor), a căror identitate nu a fost cunoscută la momentul extragerii.

Manșele tur s-au disputat pe 8 și 10 august, iar cele retur pe 17 august. Câștigătorii au trecut în play-off, pe rutele lor respective. Pierzătorii campioni au fost transferați în runda play-off a Europa Conference League, pe ruta campionilor, iar non-campionii pe ruta principală.
| Echipa 1            | Scor gen. | Echipa 2          | Tur   | Retur |
| ------------------- | --------- | ----------------- | ----- | ----- |
| Žalgiris Vilnius    | 1 – 8     | Häcken            | 1 – 3 | 0 – 5 |
| Qarabağ             | 4 – 2     | HJK Helsinki      | 2 – 1 | 2 – 1 |
| HŠK Zrinjski Mostar | 6 – 3     | Breiðablik        | 6 – 2 | 0 – 1 |
| Sheriff Tiraspol    | 7 – 3     | BATE Borisov      | 5 – 1 | 2 – 2 |
| FC Astana           | 3 – 6     | Ludogoreț Razgrad | 2 – 2 | 1 – 5 |

| Echipa 1     | Scor gen. | Echipa 2    | Tur   | Retur |
| ------------ | --------- | ----------- | ----- | ----- |
| Olympiacos   | 2 – 1     | Genk        | 1 – 0 | 1 – 1 |
| Slavia Praga | 4 – 1     | SC Dnipro-1 | 3 – 0 | 1 – 1 |

## Runda play-off
Tragerea la sorți pentru runda play-off a avut loc pe 7 august 2023. Un total de 20 de echipe au jucat în runda play-off. Acestea au fost împărțite în patru „grupe prioritare”:
- Prioritatea 1: 7 echipe care au intrat în această rundă.
- Prioritatea 2: 6 învinși ai celui de-al treilea tur de calificare din Liga Campionilor 2023-2024 (ruta campionilor), a căror identitate nu a fost cunoscută la momentul extragerii.
- Prioritatea 3: 5 câștigători ai celui de-al treilea tur de calificare (ruta campionilor), a căror identitate nu a fost cunoscută la momentul extragerii.
- Prioritatea 4: 2 câștigători ai celui de-al treilea tur de calificare (ruta non-campionilor), a căror identitate nu a fost cunoscută la momentul extragerii.

Procedura tragerii a fost următoarea:
1. Cele două echipe de prioritate 4 au fost extrase împotriva echipelor de prioritate 1 pentru a produce două meciuri.
2. Cele cinci echipe de prioritate 3 au fost extrase împotriva echipelor rămase de prioritate 1 pentru a produce cinci meciuri.
3. Cele șase echipe de prioritate 2 au fost extrase una împotriva celeilalte pentru a produce trei meciuri.

Echipele din aceeași asociație nu au putut fi extrase una împotriva celeilalte. Prima echipă extrasă în fiecare meci a fost echipa gazdă a manșei tur.
Manșele tur s-au disputat pe 24 august, iar cele retur pe 31 august 2023. Câștigătorii au trecut în faza grupelor. Pierzătorii au fost transferați în faza grupelor Europa Conference League.
| Echipa 1          | Scor gen. | Echipa 2            | Tur   | Retur |
| ----------------- | --------- | ------------------- | ----- | ----- |
| Slavia Praga      | 3 – 2     | Zarea               | 2 – 0 | 1 – 2 |
| Olympiacos        | 6 – 1     | Čukarički           | 3 – 1 | 3 – 0 |
| Union SG          | 3 – 0     | Lugano              | 2 – 0 | 1 – 0 |
| Ludogoreț Razgrad | 2 – 4     | Ajax                | 1 – 4 | 1 – 0 |
| Häcken            | 5 – 3     | Aberdeen            | 2 – 2 | 3 – 1 |
| LASK Linz         | 3 – 2     | HŠK Zrinjski Mostar | 2 – 1 | 1 – 1 |
| KÍ Klaksvík       | 2 – 3     | Sheriff Tiraspol    | 1 – 1 | 1 – 2 |
| O.Ljubljana       | 1 – 3     | Qarabağ             | 0 – 2 | 1 – 1 |
| Slovan Bratislava | 4 – 7     | Aris Limassol       | 2 – 1 | 2 – 6 |
| Dinamo Zagreb     | 4 – 5     | Sparta Praga        | 3 – 1 | 1 – 4 |

## Faza grupelor
Tragerea la sorți a grupelor a avut loc pe 1 septembrie, ora 13:00 CEST, la Monaco. 32 de echipe au fost extrase în opt grupe de câte patru. Pentru tragerea la sorți, echipele au fost împărțite în 4 urne de câte 8 echipe, bazate pe coeficienții clubului. Din postura de câștigătoare a Conference League 2022-2023, West Ham United a intrat în prima urnă în ciuda coeficientului echipei (CC).
Echipele ce fac parte din aceeași asociație nu au putut fi extrase în aceeași grupă.
Aris Limassol, Brighton & Hove Albion, BK Häcken, Raków Częstochowa, Servette și TSC și-au făcut aparițiile în premieră în faza grupelor unei competiții UEFA. Mai mult, Brighton & Hove Albion s-a calificat într-o cupă europeană pentru prima dată în istoria sa. 
Un total de 21 de asociații naționale au fost reprezentate în grupe.

### Grupa A
| Loc | Echipă     | Pct. | MJ | V | E | Î | GM | GP | DG  |  | WHU | FRB | OLY | TSC |
| --- | ---------- | ---- | -- | - | - | - | -- | -- | --- |  | --- | --- | --- | --- |
| 1. | West Ham   | 15   | 6  | 5 | 0 | 1 | 10 | 4  | +6  |  | —   | 2–0 | 1–0 | 3–0 |
| 2. | Freiburg   | 12   | 6  | 4 | 0 | 2 | 17 | 7  | +10 |  |     | —   | 5–0 | 2–0 |
| 3. | Olympiacos | 7    | 6  | 2 | 1 | 3 | 11 | 14 | −3  |  | 2–1 | 2–3 | —   | 5–2 |
| 4. | FK TSC     | 1    | 6  | 0 | 1 | 5 | 6  | 19 | −13 |  | 0–1 | 1–3 | 2–2 | —   |
| Legendă: Locul 1: Calificare în optimi Locul 2: Calificare în play-off-ul eliminatoriu Locul 3: Transferată în Europa Conference League |            |      |    |   |   |   |    |    |     |  |     |     |     |     |

### Grupa B
| Loc | Echipă    | Pct. | MJ | V | E | Î | GM | GP | DG |  | BHA | OM  | AJA | AEK |
| --- | --------- | ---- | -- | - | - | - | -- | -- | -- |  | --- | --- | --- | --- |
| 1. | Brighton  | 13   | 6  | 4 | 1 | 1 | 10 | 5  | +5 |  | —   | 1–0 | 2–0 | 2–3 |
| 2. | Marseille | 11   | 6  | 3 | 2 | 1 | 14 | 10 | +4 |  | 2–2 | —   | 4–3 | 3–1 |
| 3. | Ajax      | 5    | 6  | 1 | 2 | 3 | 10 | 13 | −3 |  | 0–2 | 3–3 | —   | 3–1 |
| 4. | AEK Atena | 4    | 6  | 1 | 1 | 4 | 6  | 12 | −6 |  | 0–1 | 0–2 | 1–1 | —   |
| Legendă: Locul 1: Calificare în optimi Locul 2: Calificare în play-off-ul eliminatoriu Locul 3: Transferată în Europa Conference League |           |      |    |   |   |   |    |    |    |  |     |     |     |     |

### Grupa C
| Loc | Echipă        | Pct. | MJ | V | E | Î | GM | GP | DG |  | RAN | SPP | BET | ARL |
| --- | ------------- | ---- | -- | - | - | - | -- | -- | -- |  | --- | --- | --- | --- |
| 1. | Rangers       | 11   | 6  | 3 | 2 | 1 | 8  | 6  | +2 |  | —   | 2–1 | 1–0 | 1–1 |
| 2. | Sparta Praga  | 10   | 6  | 3 | 1 | 2 | 9  | 7  | +2 |  | 0–0 | —   | 1–0 | 3–2 |
| 3. | Betis         | 9    | 6  | 3 | 0 | 3 | 9  | 7  | +2 |  | 2–3 | 2–1 | —   | 4–1 |
| 4. | Aris Limassol | 4    | 6  | 1 | 1 | 4 | 7  | 13 | −6 |  | 2–1 | 1–3 | 0–1 | —   |
| Legendă: Locul 1: Calificare în optimi Locul 2: Calificare în play-off-ul eliminatoriu Locul 3: Transferată în Europa Conference League |               |      |    |   |   |   |    |    |    |  |     |     |     |     |

### Grupa D
| Loc | Echipă            | Pct. | MJ | V | E | Î | GM | GP | DG |  | ATA | SCP | STG | RAK |
| --- | ----------------- | ---- | -- | - | - | - | -- | -- | -- |  | --- | --- | --- | --- |
| 1. | Atalanta          | 14   | 6  | 4 | 2 | 0 | 12 | 4  | +8 |  | —   | 1–1 | 1–0 | 2–0 |
| 2. | Sporting          | 11   | 6  | 3 | 2 | 1 | 10 | 6  | +4 |  | 1–2 | —   | 3–0 | 2–1 |
| 3. | Sturm Graz        | 4    | 6  | 1 | 1 | 4 | 4  | 9  | −5 |  | 2–2 | 1–2 | —   | 0–1 |
| 4. | Raków Częstochowa | 4    | 6  | 1 | 1 | 4 | 3  | 10 | −7 |  | 0–4 | 1–1 | 0–1 | —   |
| Legendă: Locul 1: Calificare în optimi Locul 2: Calificare în play-off-ul eliminatoriu Locul 3: Transferată în Europa Conference League |                   |      |    |   |   |   |    |    |    |  |     |     |     |     |

### Grupa E
| Loc | Echipă    | Pct. | MJ | V | E | Î | GM | GP | DG  |  | LIV | TOU | USG | LAS |
| --- | --------- | ---- | -- | - | - | - | -- | -- | --- |  | --- | --- | --- | --- |
| 1. | Liverpool | 12   | 6  | 4 | 0 | 2 | 17 | 7  | +10 |  | —   | 5–1 | 2–0 | 4–0 |
| 2. | Toulouse  | 11   | 6  | 3 | 2 | 1 | 8  | 9  | −1  |  | 3–2 | —   | 0–0 | 1–0 |
| 3. | Union SG  | 8    | 6  | 2 | 2 | 2 | 5  | 8  | −3  |  | 2–1 | 1–1 | —   | 2–1 |
| 4. | LASK Linz | 3    | 6  | 1 | 0 | 5 | 6  | 12 | −6  |  | 1–3 | 1–2 | 3–0 | —   |
| Legendă: Locul 1: Calificare în optimi Locul 2: Calificare în play-off-ul eliminatoriu Locul 3: Transferată în Europa Conference League |           |      |    |   |   |   |    |    |     |  |     |     |     |     |

### Grupa F
| Loc | Echipă        | Pct. | MJ | V | E | Î | GM | GP | DG |  | VIL | REN | MCH | PAN |
| --- | ------------- | ---- | -- | - | - | - | -- | -- | -- |  | --- | --- | --- | --- |
| 1. | Villarreal    | 13   | 6  | 4 | 1 | 1 | 9  | 7  | +2 |  | —   | 1–0 | 0–0 | 3–2 |
| 2. | Rennes        | 12   | 6  | 4 | 0 | 2 | 13 | 6  | +7 |  | 2–3 | —   | 3–0 | 3–1 |
| 3. | Maccabi Haifa | 5    | 6  | 1 | 2 | 3 | 3  | 9  | −6 |  | 1–2 | 0–3 | —   | 0–0 |
| 4. | Panathinaikos | 4    | 6  | 1 | 1 | 4 | 7  | 10 | −3 |  | 2–0 | 1–2 | 1–2 | —   |
| Legendă: Locul 1: Calificare în optimi Locul 2: Calificare în play-off-ul eliminatoriu Locul 3: Transferată în Europa Conference League |               |      |    |   |   |   |    |    |    |  |     |     |     |     |

### Grupa G
| Loc | Echipă           | Pct. | MJ | V | E | Î | GM | GP | DG  |  | SLP | ROM | SRV | SHE |
| --- | ---------------- | ---- | -- | - | - | - | -- | -- | --- |  | --- | --- | --- | --- |
| 1. | Slavia Praga     | 15   | 6  | 5 | 0 | 1 | 17 | 4  | +13 |  | —   | 2–0 | 4–0 | 6–0 |
| 2. | Roma             | 13   | 6  | 4 | 1 | 1 | 12 | 4  | +8  |  | 2–0 | —   | 4–0 | 3–0 |
| 3. | Servette         | 5    | 6  | 1 | 2 | 3 | 4  | 13 | −9  |  | 0–2 | 1–1 | —   | 2–1 |
| 4. | Sheriff Tiraspol | 1    | 6  | 0 | 1 | 5 | 5  | 17 | −12 |  | 2–3 | 1–2 | 1–1 | —   |
| Legendă: Locul 1: Calificare în optimi Locul 2: Calificare în play-off-ul eliminatoriu Locul 3: Transferată în Europa Conference League |                  |      |    |   |   |   |    |    |     |  |     |     |     |     |

### Grupa H
| Loc | Echipă     | Pct. | MJ | V | E | Î | GM | GP | DG  |  | BLV | QAR | MOL | BKH |
| --- | ---------- | ---- | -- | - | - | - | -- | -- | --- |  | --- | --- | --- | --- |
| 1. | Leverkusen | 18   | 6  | 6 | 0 | 0 | 19 | 3  | +16 |  | —   | 5–1 | 5–1 | 4–0 |
| 2. | Qarabağ    | 10   | 6  | 3 | 1 | 2 | 7  | 9  | −2  |  | 0–1 | —   | 1–0 | 2–1 |
| 3. | Molde      | 7    | 6  | 2 | 1 | 3 | 12 | 12 | 0   |  | 1–2 | 2–2 | —   | 5–1 |
| 4. | Häcken     | 0    | 6  | 0 | 0 | 6 | 3  | 17 | −14 |  | 0–2 | 0–1 | 1–3 | —   |
| Legendă: Locul 1: Calificare în optimi Locul 2: Calificare în play-off-ul eliminatoriu Locul 3: Transferată în Europa Conference League |            |      |    |   |   |   |    |    |     |  |     |     |     |     |

## Faza eliminatorie

### Echipele calificate
| Europa League | Europa League                                             | Europa League                                | Liga Campionilor | Liga Campionilor                                 |
| Grupa         | Câștigătoarele (avansează în optimi, fiind capi de serie) | Echipele de pe locul 2 (capi de serie în PE) | Grupa            | Echipele de pe locul 3 (non-capi de serie în PE) |
| ------------- | --------------------------------------------------------- | -------------------------------------------- | ---------------- | ------------------------------------------------ |
| A             | West Ham United                                           | SC Freiburg                                  | A                | Galatasaray                                      |
| B             | Brighton & Hove Albion                                    | Marseille                                    | B                | Lens                                             |
| C             | Rangers                                                   | Sparta Praga                                 | C                | Braga                                            |
| D             | Atalanta                                                  | Sporting CP                                  | D                | Benfica                                          |
| E             | Liverpool                                                 | Toulouse                                     | E                | Feyenoord                                        |
| F             | Villarreal                                                | Rennes                                       | F                | Milan                                            |
| G             | Slavia Praga                                              | Roma                                         | G                | Young Boys                                       |
| H             | Bayer Leverkusen                                          | Qarabağ                                      | H                | Șahtar Donețk                                    |

|  | Play-off eliminatoriu | Play-off eliminatoriu | Play-off eliminatoriu | Play-off eliminatoriu | Play-off eliminatoriu |  |  | Optimi de finală       | Optimi de finală       | Optimi de finală | Optimi de finală | Optimi de finală |   |       | Sferturi de finală | Sferturi de finală | Sferturi de finală | Sferturi de finală | Sferturi de finală |   |   | Semifinale | Semifinale | Semifinale       | Semifinale       | Semifinale |  |  | Finala | Finala | Finala |  |
|  |                       |                       |                       |                       |                       |  |  |                        |                        |                  |                  |                  |   |       |                    |                    |                    |                    |                    |   |   |            |            |                  |                  |            |  |  |        |        |        |  |
|  |                       |                       |                       |                       |                       |  |  | Benfica                | Benfica                | 2                | 0                | 2                |   |       |                    |                    |                    |                    |                    |   |   |            |            |                  |                  |            |  |  |        |        |        |  |
|  | Benfica               | Benfica               | 2                     | 0                     | 2                     |  |  | Rangers                | Rangers                | 2                | 0                | 2                |   |       |                    |                    |                    |                    |                    |   |   |            |            |                  |                  |            |  |  |        |        |        |  |
|  | Toulouse              | Toulouse              | 1                     | 0                     | 1                     |  |  |                        |                        |                  |                  |                  |   |       | Benfica            | Benfica            | 2                  | 0                  | 2 (2)              |   |   |            |            |                  |                  |            |  |  |        |        |        |  |
|  |                       |                       |                       |                       |                       |  |  |                        |                        | Marseille        | Marseille        | 1                | 1 | 2 (4) |                    |                    |                    |                    |                    |   |   |            |            |                  |                  |            |  |  |        |        |        |  |
|  |                       |                       |                       |                       |                       |  |  | Marseille              | Marseille              | 4                | 1                | 5                |   |       |                    |                    |                    |                    |                    |   |   |            |            |                  |                  |            |  |  |        |        |        |  |
|  | Șahtar Donețk         | Șahtar Donețk         | 2                     | 1                     | 3                     |  |  | Villareal              | Villareal              | 0                | 3                | 3                |   |       |                    |                    |                    |                    |                    |   |   |            |            |                  |                  |            |  |  |        |        |        |  |
|  | Marseille             | Marseille             | 2                     | 3                     | 5                     |  |  |                        |                        |                  |                  |                  |   |       | Marseille          | Marseille          | 1                  | 0                  | 1                  |   |   |            |            |                  |                  |            |  |  |        |        |        |  |
|  |                       |                       |                       |                       |                       |  |  |                        |                        |                  |                  |                  |   |       |                    |                    | Atalanta           | Atalanta           | 1                  | 3 | 4 |            |            |                  |                  |            |  |  |        |        |        |  |
|  |                       |                       |                       |                       |                       |  |  | Sparta Praga           | Sparta Praga           | 1                | 1                | 2                |   |       |                    |                    |                    |                    |                    |   |   |            |            |                  |                  |            |  |  |        |        |        |  |
|  | Galatasaray           | Galatasaray           | 3                     | 1                     | 4                     |  |  | Liverpool              | Liverpool              | 5                | 6                | 11               |   |       |                    |                    |                    |                    |                    |   |   |            |            |                  |                  |            |  |  |        |        |        |  |
|  | Sparta Praga          | Sparta Praga          | 2                     | 4                     | 6                     |  |  |                        |                        |                  |                  |                  |   |       | Liverpool          | Liverpool          | 0                  | 1                  | 1                  |   |   |            |            |                  |                  |            |  |  |        |        |        |  |
|  |                       |                       |                       |                       |                       |  |  |                        |                        | Atalanta         | Atalanta         | 3                | 0 | 3     |                    |                    |                    |                    |                    |   |   |            |            |                  |                  |            |  |  |        |        |        |  |
|  |                       |                       |                       |                       |                       |  |  | Sporting CP            | Sporting CP            | 1                | 1                | 2                |   |       |                    |                    |                    |                    |                    |   |   |            |            |                  |                  |            |  |  |        |        |        |  |
|  | Young Boys            | Young Boys            | 1                     | 1                     | 2                     |  |  | Atalanta               | Atalanta               | 1                | 2                | 3                |   |       |                    |                    |                    |                    |                    |   |   |            |            |                  |                  |            |  |  |        |        |        |  |
|  | Sporting CP           | Sporting CP           | 3                     | 1                     | 4                     |  |  |                        |                        |                  |                  |                  |   |       | Atalanta           | Atalanta           | 3                  |                    |                    |   |   |            |            |                  |                  |            |  |  |        |        |        |  |
|  |                       |                       |                       |                       |                       |  |  |                        |                        |                  |                  |                  |   |       |                    |                    |                    |                    |                    |   |   |            |            | Bayer Leverkusen | Bayer Leverkusen | 0          |  |  |        |        |        |  |
|  |                       |                       |                       |                       |                       |  |  | Milan                  | Milan                  | 4                | 3                | 7                |   |       |                    |                    |                    |                    |                    |   |   |            |            |                  |                  |            |  |  |        |        |        |  |
|  | Milan                 | Milan                 | 3                     | 2                     | 5                     |  |  | Slavia Praga           | Slavia Praga           | 2                | 1                | 3                |   |       |                    |                    |                    |                    |                    |   |   |            |            |                  |                  |            |  |  |        |        |        |  |
|  | Rennes                | Rennes                | 0                     | 3                     | 3                     |  |  |                        |                        |                  |                  |                  |   |       | Milan              | Milan              | 0                  | 1                  | 1                  |   |   |            |            |                  |                  |            |  |  |        |        |        |  |
|  |                       |                       |                       |                       |                       |  |  |                        |                        | AS Roma          | AS Roma          | 1                | 2 | 3     |                    |                    |                    |                    |                    |   |   |            |            |                  |                  |            |  |  |        |        |        |  |
|  |                       |                       |                       |                       |                       |  |  | Roma                   | Roma                   | 4                | 0                | 4                |   |       |                    |                    |                    |                    |                    |   |   |            |            |                  |                  |            |  |  |        |        |        |  |
|  | Feyenoord             | Feyenoord             | 1                     | 1                     | 2 (2)                 |  |  | Brighton & Hove Albion | Brighton & Hove Albion | 0                | 1                | 1                |   |       |                    |                    |                    |                    |                    |   |   |            |            |                  |                  |            |  |  |        |        |        |  |
|  | Roma                  | Roma                  | 1                     | 1                     | 2 (4)                 |  |  |                        |                        |                  |                  |                  |   |       | AS Roma            | AS Roma            | 0                  | 2                  | 2                  |   |   |            |            |                  |                  |            |  |  |        |        |        |  |
|  |                       |                       |                       |                       |                       |  |  |                        |                        |                  |                  |                  |   |       |                    |                    | Bayer Leverkusen   | Bayer Leverkusen   | 2                  | 2 | 4 |            |            |                  |                  |            |  |  |        |        |        |  |
|  |                       |                       |                       |                       |                       |  |  | Qarabağ                | Qarabağ                | 2                | 2                | 4                |   |       |                    |                    |                    |                    |                    |   |   |            |            |                  |                  |            |  |  |        |        |        |  |
|  | Braga                 | Braga                 | 2                     | 3                     | 5                     |  |  | Bayer Leverkusen       | Bayer Leverkusen       | 2                | 3                | 5                |   |       |                    |                    |                    |                    |                    |   |   |            |            |                  |                  |            |  |  |        |        |        |  |
|  | Qarabağ               | Qarabağ               | 4                     | 2                     | 6                     |  |  |                        |                        |                  |                  |                  |   |       | Bayer Leverkusen   | Bayer Leverkusen   | 2                  | 1                  | 3                  |   |   |            |            |                  |                  |            |  |  |        |        |        |  |
|  |                       |                       |                       |                       |                       |  |  |                        |                        | West Ham United  | West Ham United  | 0                | 1 | 1     |                    |                    |                    |                    |                    |   |   |            |            |                  |                  |            |  |  |        |        |        |  |
|  |                       |                       |                       |                       |                       |  |  | SC Freiburg            | SC Freiburg            | 1                | 0                | 1                |   |       |                    |                    |                    |                    |                    |   |   |            |            |                  |                  |            |  |  |        |        |        |  |
|  | Lens                  | Lens                  | 0                     | 2                     | 2                     |  |  | West Ham United        | West Ham United        | 0                | 5                | 5                |   |       |                    |                    |                    |                    |                    |   |   |            |            |                  |                  |            |  |  |        |        |        |  |
|  | SC Freiburg           | SC Freiburg           | 0                     | 3                     | 3                     |  |  |                        |                        |                  |                  |                  |   |       |                    |                    |                    |                    |                    |   |   |            |            |                  |                  |            |  |  |        |        |        |  |

### Play-off eliminatoriu
| Echipa 1       | Scor gen.   | Echipa 2     | Tur | Retur        |
| -------------- | ----------- | ------------ | --- | ------------ |
| Feyenoord      | 2–2 (2-4 p) | AS Roma      | 1–1 | 1–1 (a.e.t.) |
| Milan          | 5–3         | Rennes       | 3–0 | 2–3          |
| Lens           | 2–3         | SC Freiburg  | 0–0 | 2–3 (a.e.t.) |
| BSC Young Boys | 2–4         | Sporting CP  | 1–3 | 1–1          |
| Benfica        | 2–1         | Toulouse     | 2–1 | 0–0          |
| Braga          | 5–6         | Qarabağ      | 2–4 | 3–2 (a.e.t.) |
| Galatasaray    | 4–6         | Sparta Praga | 3–2 | 1–4          |
| Șahtar Donețk  | 3–5         | Marseille    | 2–2 | 1–3          |

#### Meciuri
| Feyenoord      | 1–1    | Roma         |
| -------------- | ------ | ------------ |
| - Paixão 45+1' | Raport | - Lukaku 67' |

| Roma                                              | 1–1 (d.p.) | Feyenoord                               |
| ------------------------------------------------- | ---------- | --------------------------------------- |
| - Pellegrini 15'                                  | Raport     | - Giménez 5'                            |
| - Paredes - Lukaku - Cristante - Aouar - Zalewski | 4–2        | - Ueda - Hancko - Jahanbakhsh - Hartman |

2–2 la general. Roma câștigă cu 4–2 la loviturile de departajare.
| Milan                              | 3–0    | Rennes |
| ---------------------------------- | ------ | ------ |
| - Loftus-Cheek 32', 47' - Leão 53' | Raport |        |

| Rennes                                   | 3–2    | Milan                  |
| ---------------------------------------- | ------ | ---------------------- |
| - Bourigeaud 11', 54' (pen.), 68' (pen.) | Raport | - Jović 22' - Leão 58' |

Milan câștigă cu 5–3 la general.
| Lens | 0–0    | SC Freiburg |
| ---- | ------ | ----------- |
|      | Raport |             |

| SC Freiburg                           | 3–2 (d.p.) | Lens                     |
| ------------------------------------- | ---------- | ------------------------ |
| - Sallai 67', 90+2' - Gregoritsch 99' | Raport     | - Costa 28' - Wahi 45+2' |

Freiburg câștigă cu 3–2 la general.
| Young Boys    | 1–3    | Sporting CP                                            |
| ------------- | ------ | ------------------------------------------------------ |
| - Ugrinic 42' | Raport | - Amenda 31' (o.g.) - Gyökeres 41' (pen.) - Inácio 48' |

| Sporting CP    | 1–1    | Young Boys            |
| -------------- | ------ | --------------------- |
| - Gyökeres 13' | Raport | - Ganvoula 84' (pen.) |

Sporting CP câștigă cu 4–2 la general.
| Benfica                             | 2–1    | Toulouse     |
| ----------------------------------- | ------ | ------------ |
| - Di María 68' (pen.), 90+8' (pen.) | Raport | - Desler 75' |

| Toulouse | 0–0    | Benfica |
| -------- | ------ | ------- |
|          | Raport |         |

Benfica câștigă cu 2–1 la general.
| Braga                               | 2–4    | Qarabağ                                               |
| ----------------------------------- | ------ | ----------------------------------------------------- |
| - Banza 44' - Moutinho 90+1' (pen.) | Raport | - Janković 21' (pen.) - Zoubir 54', 69' - Juninho 65' |

| Qarabağ                          | 2–3 (d.p.) | Braga                                           |
| -------------------------------- | ---------- | ----------------------------------------------- |
| - Silva 102' - Akhundzade 120+2' | Raport     | - Fernandes 70' - Djaló 83' - Banza 115' (pen.) |

Qarabağ câștigă cu 6–5 la general.
| Galatasaray                                 | 3–2    | Sparta Praga                |
| ------------------------------------------- | ------ | --------------------------- |
| - Demirbay 19' - Mertens 61' - Icardi 90+1' | Raport | - Preciado 47' - Kuchta 65' |

| Sparta Praga                                           | 4–1    | Galatasaray    |
| ------------------------------------------------------ | ------ | -------------- |
| - Preciado 8' - Tuci 74' - Haraslín 80' - Kuchta 90+6' | Raport | - Bardakcı 16' |

Sparta Praga câștigă cu 6–4 la general.
| Șahtar Donețk                      | 2–2    | Marseille                     |
| ---------------------------------- | ------ | ----------------------------- |
| - Matviyenko 68' - Eguinaldo 90+3' | Raport | - Aubameyang 64' - Ndiaye 90' |

| Marseille                                   | 3–1    | Șahtar Donețk        |
| ------------------------------------------- | ------ | -------------------- |
| - Aubameyang 23' - Sarr 74' - Kondogbia 81' | Raport | - Sudakov 12' (pen.) |

Marseille câștigă cu 5–3 la general.

### Optimi de finală
| Echipa 1     | Scor gen. | Echipa 2               | Tur | Retur |
| ------------ | --------- | ---------------------- | --- | ----- |
| Sparta Praga | 2–11      | Liverpool              | 1–5 | 1–6   |
| Marseille    | 5–3       | Villarreal             | 4–0 | 1–3   |
| AS Roma      | 4–1       | Brighton & Hove Albion | 4–0 | 0–1   |
| Benfica      | 3–2       | Rangers                | 2–2 | 1–0   |
| SC Freiburg  | 1–5       | West Ham United        | 1–0 | 0–5   |
| Sporting CP  | 2–3       | Atalanta               | 1–1 | 1–2   |
| Milan        | 7–3       | Slavia Praga           | 4–2 | 3–1   |
| Qarabağ      | 4–5       | Bayer Leverkusen       | 2–2 | 2–3   |

#### Meciuri
| Sparta Prague        | 1–5    | Liverpool                                                                 |
| -------------------- | ------ | ------------------------------------------------------------------------- |
| - Bradley 46' (o.g.) | Raport | - Mac Allister 6' (pen.) - Núñez 25', 45+3' - Díaz 53' - Szoboszlai 90+4' |

| Liverpool                                                           | 6–1    | Sparta Prague     |
| ------------------------------------------------------------------- | ------ | ----------------- |
| - Núñez 7' - Clark 8' - Salah 10' - Gakpo 14', 55' - Szoboszlai 48' | Raport | - Birmančević 42' |

Liverpool câștigă cu 11–2 la general.
| Marseille                                                         | 4–0    | Villarreal |
| ----------------------------------------------------------------- | ------ | ---------- |
| - Veretout 23' - Mosquera 28' (o.g.) - Aubameyang 42' (pen.), 59' | Raport |            |

| Villarreal                                | 3–1    | Marseille      |
| ----------------------------------------- | ------ | -------------- |
| - Capoue 32' - Sørloth 54' - Mosquera 86' | Raport | - Clauss 90+4' |

Marseille câștigă cu 5–3 la general.
| Roma                                                    | 4–0    | Brighton & Hove Albion |
| ------------------------------------------------------- | ------ | ---------------------- |
| - Dybala 13' - Lukaku 43' - Mancini 64' - Cristante 68' | Raport |                        |

| Brighton & Hove Albion | 1–0    | Roma |
| ---------------------- | ------ | ---- |
| - Welbeck 37'          | Raport |      |

Roma câștigă cu 4–1 la general.
| Benfica                                      | 2–2    | Rangers                        |
| -------------------------------------------- | ------ | ------------------------------ |
| - Di María 45+2' (pen.) - Goldson 67' (o.g.) | Raport | - Lawrence 7' - Sterling 45+5' |

| Rangers | 0–1    | Benfica        |
| ------- | ------ | -------------- |
|         | Raport | - R. Silva 66' |

Benfica câștigă cu 3–2 la general.
| SC Freiburg       | 1–0    | West Ham United |
| ----------------- | ------ | --------------- |
| - Gregoritsch 81' | Raport |                 |

| West Ham United                                           | 5–0    | SC Freiburg |
| --------------------------------------------------------- | ------ | ----------- |
| - Paquetá 9' - Bowen 32' - Cresswell 52' - Kudus 77', 85' | Raport |             |

West Ham United câștigă cu 5–1 la general.
| Sporting CP    | 1–1    | Atalanta       |
| -------------- | ------ | -------------- |
| - Paulinho 17' | Raport | - Scamacca 39' |

| Atalanta                     | 2–1    | Sporting CP     |
| ---------------------------- | ------ | --------------- |
| - Lookman 46' - Scamacca 59' | Raport | - Gonçalves 33' |

Atalanta câștigă cu 3–2 la general.
| Milan                                                           | 4–2    | Slavia Prague               |
| --------------------------------------------------------------- | ------ | --------------------------- |
| - Giroud 34' - Reijnders 44' - Loftus-Cheek 45+1' - Pulisic 85' | Raport | - Douděra 36' - Schranz 65' |

| Slavia Prague | 1–3    | Milan                                         |
| ------------- | ------ | --------------------------------------------- |
| - Jurásek 84' | Raport | - Pulisic 33' - Loftus-Cheek 36' - Leão 45+6' |

Milan câștigă cu 7–3 la general.
| Qarabağ                      | 2–2    | Bayer Leverkusen           |
| ---------------------------- | ------ | -------------------------- |
| - Benzia 26' - Juninho 45+2' | Raport | - Wirtz 70' - Schick 90+2' |

| Bayer Leverkusen                     | 3–2    | Qarabağ                    |
| ------------------------------------ | ------ | -------------------------- |
| - Frimpong 72' - Schick 90+3', 90+8' | Raport | - Zoubir 58' - Juninho 67' |

Bayer Leverkusen câștigă cu 5–4 la general.

### Sferturi de finală
| Echipa 1         | Scor gen.    | Echipa 2        | Tur | Retur      |
| ---------------- | ------------ | --------------- | --- | ---------- |
| Milan            | 1–3          | Roma            | 0–1 | 1–2        |
| Liverpool        | 1–3          | Atalanta        | 0–3 | 1–0        |
| Bayer Leverkusen | 3–1          | West Ham United | 2–0 | 1–1        |
| Benfica          | 2–2 (2–4 p.) | Marseille       | 2–1 | 0–1 (d.p.) |

#### Meciuri
| Milan | 0–1    | Roma          |
| ----- | ------ | ------------- |
|       | Raport | - Mancini 17' |

| Roma                       | 2–1    | Milan        |
| -------------------------- | ------ | ------------ |
| - Mancini 12' - Dybala 22' | Raport | - Gabbia 85' |

Roma won 3–1 on aggregate.
| Liverpool | 0–3    | Atalanta                          |
| --------- | ------ | --------------------------------- |
|           | Raport | - Scamacca 38', 60' - Pašalić 83' |

| Atalanta | 0–1    | Liverpool         |
| -------- | ------ | ----------------- |
|          | Raport | - Salah 7' (pen.) |

Atalanta won 3–1 on aggregate.
| Bayer Leverkusen               | 2–0    | West Ham United |
| ------------------------------ | ------ | --------------- |
| - Hofmann 83' - Boniface 90+1' | Raport |                 |

| West Ham United | 1–1    | Bayer Leverkusen |
| --------------- | ------ | ---------------- |
| - Antonio 13'   | Raport | - Frimpong 89'   |

Bayer Leverkusen câștigă cu 3–1 la general.
| Benfica                       | 2–1    | Marseille        |
| ----------------------------- | ------ | ---------------- |
| - R. Silva 16' - Di María 52' | Raport | - Aubameyang 67' |

| Marseille                                      | 1–0 (d.p.) | Benfica                                  |
| ---------------------------------------------- | ---------- | ---------------------------------------- |
| - Moumbagna 79'                                | Raport     |                                          |
| - Correa - Kondogbia - Balerdi - Luis Henrique | 4–2        | - Di María - Kökçü - Otamendi - A. Silva |

2–2 la general. Marseille câștigă cu 4–2 la loviturile de departajare.

### Semifinale
Tragerea la sorți pentru semifinale a avut loc pe 15 martie 2024, ora 13:00 CET, după extragerea sferturilor de finală.

### Rezumat
Prima manșă s-a jucat pe 2 mai, iar manșa a doua pe 9 mai 2024.
| Echipa 1  | Scor gen. | Echipa 2         | Tur | Retur |
| --------- | --------- | ---------------- | --- | ----- |
| Marseille | 1–4       | Atalanta         | 1–1 | 0–3   |
| Roma      | 2–4       | Bayer Leverkusen | 0–2 | 2–2   |

### Meciuri
| Marseille    | 1–1    | Atalanta       |
| ------------ | ------ | -------------- |
| - Mbemba 20' | Raport | - Scamacca 11' |

| Atalanta                                  | 3–0    | Marseille |
| ----------------------------------------- | ------ | --------- |
| - Lookman 30' - Ruggeri 52' - Touré 90+5' | Raport |           |

Atalanta câștigă cu 4–1 la general.
| Roma | 0–2    | Bayer Leverkusen          |
| ---- | ------ | ------------------------- |
|      | Raport | - Wirtz 28' - Andrich 73' |

| Bayer Leverkusen                      | 2–2    | Roma                             |
| ------------------------------------- | ------ | -------------------------------- |
| - Mancini 82' (o.g.) - Stanišić 90+7' | Raport | - Paredes 43' (pen.), 66' (pen.) |

Bayer Leverkusen câștigă cu 4–2 la general.

## Finala
Finala s-a disputat pe 22 mai 2024 pe Stadionul Aviva din Dublin. Pe 15 martie 2024, după tragerea la sorți din sferturile de finală și semifinale, a avut loc o tragere la sorți, pentru a determina echipa „de acasă” în scopuri administrative.
| Atalanta              | 3–0    | Bayer Leverkusen |
| --------------------- | ------ | ---------------- |
| Lookman 12', 26', 75' | Raport |                  |

| Omul meciului: Ademola Lookman (Atalanta) Arbitrii asistenți: Vasile Marinescu (Romania) Mihai Artene (România) Al patrulea oficial: Ivan Kružliak (Slovacia) Arbitru asistent de rezervă: Branislav Hancko (Slovacia) Arbitru asistent video: Pol van Boekel (Țările de Jos) Arbitru viceasistent video: Cătălin Popa (România) Arbitru asistent suport video: Rob Dieperink (Țările de Jos) | Regulile meciului - 90 de minute - 30 de minute de prelungiri dacă e necesar - Lovituri de departajare dacă scorul rămâne neschimbat - 12 jucători de rezervă - Maximum cinci schimbări, cu o a șasea permisă în prelungiri |